# ديف فرانكلين
ديف فرانكلين (بالإنجليزية: Dave Franklin)‏ هو ملحن وكاتب أغاني أمريكي، ولد في 28 سبتمبر 1895، وتوفي في 2 فبراير 1970.

## وصلات خارجية
- ديف فرانكلين على موقع IMDb (الإنجليزية)
- ديف فرانكلين على موقع ميوزك برينز (الإنجليزية)
- ديف فرانكلين على موقع ديسكوغز (الإنجليزية)